# Kwangja Yunda
Kwangja Yunda (ur. 864, zm. 945; także Kwangja Pŏpsŏng) – koreański mistrz sŏn z jednej z 9 górskich szkół sŏn – tongni.

## Życiorys
O jego pochodzeniu wiadomo tylko, że pochodził z potężnego klanu.
W wieku 8 lat rozpoczął praktykę sŏn u mistrza sŏn Yŏ w jego klasztorze na górze Tongni.
Nigdy nie udał się do Chin po nauki.
Po otrzymaniu przekazu Dharmy od mistrza sŏn Yŏ, prowadził nauczanie z klasztoru na górze Tongni.

## Linia przekazu Dharmy zen
Pierwsza liczba oznacza liczbę pokoleń mistrzów od 1 Patriarchy indyjskiego Mahakaśjapy.
Druga liczba oznacza liczbę pokoleń od 28/1 Bodhidharmy, 28 Patriarchy Indii i 1 Patriarchy Chin.
Trzecia liczba oznacza początek nowej linii przekazu w danym kraju.
- 35/8 Mazu Daoyi (709–788) szkoła hongzhou
  - 36/9 Xitang Zhizang (729-814)
    - 37/10/1 Chŏgin Hyech'ŏl (785–861) szkoła tongni – Korea
      - 38/11/2 Yŏ (bd)
        - 39/12/3 Kwangja Yunda (864–945) (także znany jako Pŏpsŏng)